# Rond de Linde
Rond de Linde is een huis-aan-huisblad dat wekelijks verschijnt in de gemeente Nuenen, Gerwen en Nederwetten. Daarnaast wordt het verspreid in Lieshout en Mariahout. De oplage bedraagt 12000 stuks (stand 1 januari 2008).
Het blad is opgezet als advertentieblad in 1958 door een aantal Nuenense ondernemers. De naam van het blad verwijst naar de Nuenense lindeboom.
Rond de Linde is uitgegroeid tot een belangrijk lokaal nieuwsmedium waarin gemeentenieuws, verenigingsleven, gemeentepolitiek en al het andere dat de plaatselijke gemeenschap aangaat aan bod komt. Het blad wordt bekostigd door de adverteerders.
Per 1 januari 2008 bestaat het blad 50 jaar.
In april 2023 is de oplage 13000 stuks en de distributie zoals hierboven aangegeven en uitgebreid naar Stiphout en Brandevoort (Helmond).